# Anne-Emmanuelle Augustine
Anne-Emmanuelle Augustine, née le 10 juillet 2001 à Fort-de-France, est une handballause française évoluant au poste de pivot au Metz Handball, en Division 1.

## Biographie
Anne-Emmanuelle commence le handball au Rapid Club Lorrain en Martinique. En 2015, elle rejoint le pôle espoir du Reveil Sportif, en Martinique, et connaît ses premières sélections dans les équipes de France moins de 16 ans et moins de 19 ans.
En 2019, elle rejoint le centre de formation du Metz Handball et joue ses deux premiers matchs avec l'équipe réserve en Nationale 1 avant que sa saison s'arrête à cause d'une blessure, puis de la pandémie du Covid-19. Elle devient un élément majeur lors de sa dernière saison de formation en 2021-2022 et dispute ses premiers matchs avec l'équipe professionnelle en championnat en en ligue des champions. Elle participe même au Final four de la ligue des champions où le Metz Handball décroche une troisième place, le meilleur résultat de son histoire. Elle remporte également son premier titre de championne de France et la Coupe de France.
En 2022-2023, elle signe son premier contrat professionnel d'une durée de deux ans avec l'OGC Nice dont le nouvel entraineur, n'est autre que Clément Alcacer, qui officiait jusqu'alors avec la réserve du Metz Handabll dont faisait partie Anne-Emmanuelle . 
Après deux saisons à Nice, elle fait son retour au Metz Handball en signant un contrat de deux ans. Lors de la saison 2024-2025, elle est la doublure de Sarah Bouktit, et participe à un nouveau doublé coupe-championnat, ainsi qu'à la quatrième place du club en ligue des champions.

## Palmarès

### En club
Sauf précision, le palmarès est obtenu avec le Metz Handball
- Ligue des champions (C1):
  - 3e place en 2022
  - 4e place en 2025

Compétitions nationales
- vainqueure du Championnat de France (2) : 2022 et 2025
- vainqueure de la Coupe de France (2) : 2022 et 2025